# گاوصندوق (مجموعه تلویزیونی)
گاوصندوق یک مجموعه تلویزیونی ایرانی در ژانر طنز اجتماعی به کارگردانی مازیار میری، نویسندگی مصطفی عزیزی، امیر عربی و تهیه‌کنندگی مصطفی عزیزی است که در ۳۱ قسمت ۴۵ دقیقه‌ای از ۱ تا ۳۰ آذر ۱۳۸۸ از شبکه سه سیما پخش شده است. این مجموعه تلویزیونی روایتی طنزآمیز از دنیای خلافکاران و تلاش آنها برای دستیابی به پول دارد.

## داستان
در گاوصندوق خانه غلامحسین پروانه، جواهری گران‌قیمت به امانت گذاشته شده، که تعدادی تصمیم به سرقت آن دارند. یکی از آنها جوانی شهرستانی به نام غلامرضا معروف به رضا جورچین (افشین هاشمی) است که برای این کار از طرف یک گروه زیر فشار قرار گرفته‌است. او برای دسترسی به گاوصندوق، در مجتمع محل سکونت پروانه، اقدام به اجاره یک آپارتمان می‌کند و به تدریج عاشق دختر آقای پروانه می‌شود. داستان مجموعه تلویزیونی دارای پیچ و تابهای معمایی فراوان و جذاب به سبک داستانهای آگاتاکریستایی و دارای وجه روانکاوانه معمایی است.

## تولید
میری بجز دعوت از بازیگران سرشناس سینما و تلویزیون،  از بازیگران تئاتر نیز برای نقش‌آفرینی در این مجموعه تلویزیونی استفاده کرده‌است و بازی بازیگران نظرات مثبتی را در پی داشته است.فیلمبرداری این مجموعه در اواخر آبان ۱۳۸۸ به پایان رسید.

## بازیگران
| بازیگر          | نقش                          | درباره                                                                           |
| --------------- | ---------------------------- | -------------------------------------------------------------------------------- |
| رضا بابک        | غلامحسین پروانه              | امانتدار جواهر قاجاری، همسر پوران،پدر پرستو و پوریا، شوهر خواهر دکتر             |
| سیروس گرجستانی  | دکتر                         | برادر پوران، برادر زن پروانه                                                     |
| افشین هاشمی     | غلام‌رضا قاسم‌پور (رضا جورچین) | عاشق پرستو،سارق جواهر،همکار هوشنگ و عباسی                                        |
| حمید ابراهیمی   | هوشنگ                        | برای عباسی کار میکند                                                             |
| بهاره رهنما     | ژیلا                         | همکار هوشنگ و غلامرضا                                                            |
| سیامک صفری      | عباسی                        | دشنام دهنده شغال، رئیس هوشنگ و غلامرضا،                                          |
| شراره دولت‌آبادی | پوران                        | همسر پروانه                                                                      |
| فرهاد اصلانی    | اسماعیل جلوه                 | پول دوست،نزول خور،صاحب شرکت لوازم خانگی،پدر مونا، سارق جواهر تیکه کلام فی الواقع |
| آزاده صمدی      | پرستو                        | دختر پروانه، معشوقه غلامرضا                                                      |
| سروش صحت        | سعید سعادت                   | برادر ثریا                                                                       |
| خاطره حاتمی     | مونا                         | دختر جلوه                                                                        |
| محسن حسینی      | کاپیتان کتولی                | از ساکنین آپارتمان                                                               |
| سینا رازانی     | پژمان                        | برادر ژیلا                                                                       |
| مهدی طاهری      | کاظم‌زاده                     | مالک آپارتمان                                                                    |
| هایده حائری     | مه‌تاج                        | صاحب جواهر                                                                       |
| پیام دهکردی     | سرگرد جمشید آذرنوش           | پسر خاله و برادر رضائی پوران، زن پروانه، تیکه کلام جالبه!                        |
| الهام پاوه‌نژاد  | ثریا سعادت                   | همسر دوم جلوه                                                                    |
| عباس کوثری      | پروفسور                      | بانک اطلاعاتی خلاف‌کاران                                                          |
| پوریا پرستویی   | پدرام                        | پسر پروانه                                                                       |
| مهدی باطبی      | آقا جلال                     | صاحب فلافلی                                                                      |
| احمد یاوری      | میکائیل                      | آبدارچی حجره‌ی اسماعیل جلوه                                                       |
| عباس توفیقی     | تبوک                         | کیف قاپ                                                                          |